# Nucleopygus
Nucleopygus is een geslacht van uitgestorven zee-egels uit de familie Apatopygidae.

## Soorten
- Nucleopygus atlanticus †
- Nucleopygus gallagheri Richards, 1962 †
- Nucleopygus geayi Cottreau, 1922 †
- Nucleopygus kailensis Gauthier, 1931 †
- Nucleopygus lebescontei †
- Nucleopygus piveteaui Lambert, 1931 †
- Nucleopygus sanctaluciae Sánchez Roig, 1952 †
- Nucleopygus tamarindensis Sánchez Roig, 1952 †